# Metoda Sainte-Laguë
Metoda Sainte-Laguë – metoda stosowana do podziału mandatów w systemach wyborczych opartych na proporcjonalnej reprezentacji z listami partyjnymi. Jej nazwa pochodzi od nazwiska francuskiego matematyka André Sainte-Laguë.
Metoda polega na znalezieniu największych, kolejno po sobie następujących ilorazów z liczby uzyskanych głosów.
Podziału dokonuje się, dzieląc liczbę głosów przypadających każdemu komitetowi wyborczemu przez kolejne liczby nieparzyste: 1, 3, 5, 7 itd., a następnie z tak obliczonych ilorazów dla wszystkich komitetów wybieranych jest tyle największych, ile jest mandatów do obsadzenia.
Istnieją różne odmiany tej metody. Niekiedy pomija się pierwszy dzielnik, dzieląc liczbę uzyskanych głosów kolejno przez 3, 5, 7 itd. Popularną modyfikacją jest zastąpienie pierwszego dzielnika 1 przez 1,4, co sprzyja ugrupowaniom większym – system ten znany jest jako zmodyfikowana metoda Sainte-Laguë.

## Wykorzystywanie
Metoda Sainte-Laguë jest stosowana m.in. w systemach wyborczych w Danii, Norwegii, Szwecji. Zastosowano ją także w Polsce podczas wyborów parlamentarnych 2001 roku oraz w wyborach do rad gmin (w gminach liczących powyżej 20 tys. mieszkańców) w 1990 i 1994 r.

## Przykład
Mamy komitety A, B oraz C, które otrzymały kolejno 720, 300 i 480 głosów, do obsadzenia jest 8 mandatów.
1 krok: obliczenie ilorazów
| Dzielnik | Komitet A             | Komitet B    | Komitet C   |
| 1        | 720 (pierwszy mandat) | 300 (trzeci) | 480 (drugi) |
| 3        | 240 (czwarty)         | 100 (ósmy)   | 160 (piąty) |
| 5        | 144 (szósty)          | 60           | 96          |
| 7        | 103 (siódmy)          | 43           | 69          |

2 krok: ułożenie ilorazów w kolejności malejącej (w nawiasach komitet):

1 – 720 (A)

2 – 480 (C)

3 – 300 (B)

4 – 240 (A)

5 – 160 (C)

6 – 144 (A)

7 – 103 (A)

8 – 100 (B)

itd.
Cztery mandaty uzyska więc komitet A, a komitety B oraz C po dwa.